# Sechat

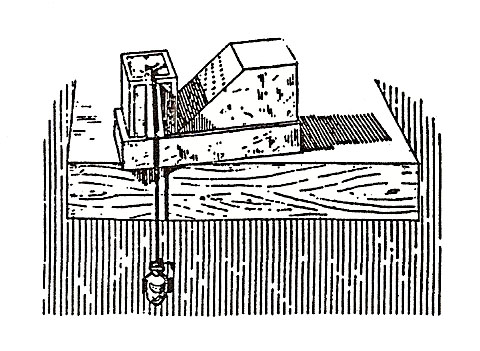
Sechat perfeccionado según Borchardt. Reloj de sol portátil.

Un sechat (transliteración de seṯȝt) es un pequeño reloj solar utilizado para medir el tiempo mediante la longitud de las sombras. Fue creado en el Antiguo Egipto, en la época del faraón Tutmosis III (c. 1500 a. C.). Constaba de dos piezas prismáticas, pétreas, de unos tres decímetros de longitud, situadas perpendicularmente, donde una tenía marcadas las horas y la otra servía de aguja o nomon. Debió ser un instrumento muy popular entre los sacerdotes egipcios, pues, por sus dimensiones, permitía asimismo utilizarlo como un instrumento portátil.